# 판지강

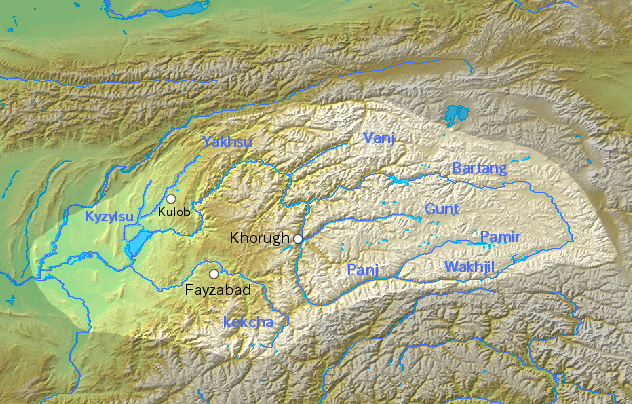
판지강

판지강(Panj, 타지크어: Панҷ)은 아무다리야강의 주요 지류의 하나로, 아프가니스탄과 타지키스탄의 국경을 이룬다.